# Уравнение Лейдлера — Эйринга
Уравнение Лейдлера — Эйринга — уравнение, описывающее зависимость константы скорости химической реакции от полярности растворителя.
Выражается в виде
где
- k — константа скорости реакции в исследуемом растворителе
- ε — относительная диэлектрическая проницаемость растворителя
- U — величина, отражающая зависимость константы скорости реакции от смены растворителя.
- величина (ε-1)/(2ε+1) определяет полярность растворителя (функция Кирквуда).

С увеличением скорости реакции при переходе от менее полярных растворителей к более полярным величина U является положительной. Это указывает на то, что переходный комплекс реакции является более полярным и легче сольватируется, чем исходные реагенты, что ускоряет протекание реакции. Отрицательная величина U свидетельствует о менее полярном характере переходного комплекса.
Уравнение Лейдлера — Эйринга применимо только в тех случаях, когда в процессе не проявляются дисперсионные силы, а специфическая сольватация отсутствует. В противном случае используют другие корреляционные уравнения, например, уравнение Димрота — Рейнхардта.

## Пример использования
Для установления параметров уравнений Лейдлера — Эйринга делается серия экспериментов по определению константы скорости реакции в разных растворителях при прочих равных условиях. Выбираются либо растворители с различной полярностью, либо комбинация двух растворителей с различным их объемным соотношением (например, четыреххлористый углерод + 1,2-дихлорэтан). На основе анализа кинетических данных строится график в координатах lgk vs (ε-1)/(2ε+1) и определяются искомые параметры lgk0 и U.